# Fabio Mangone

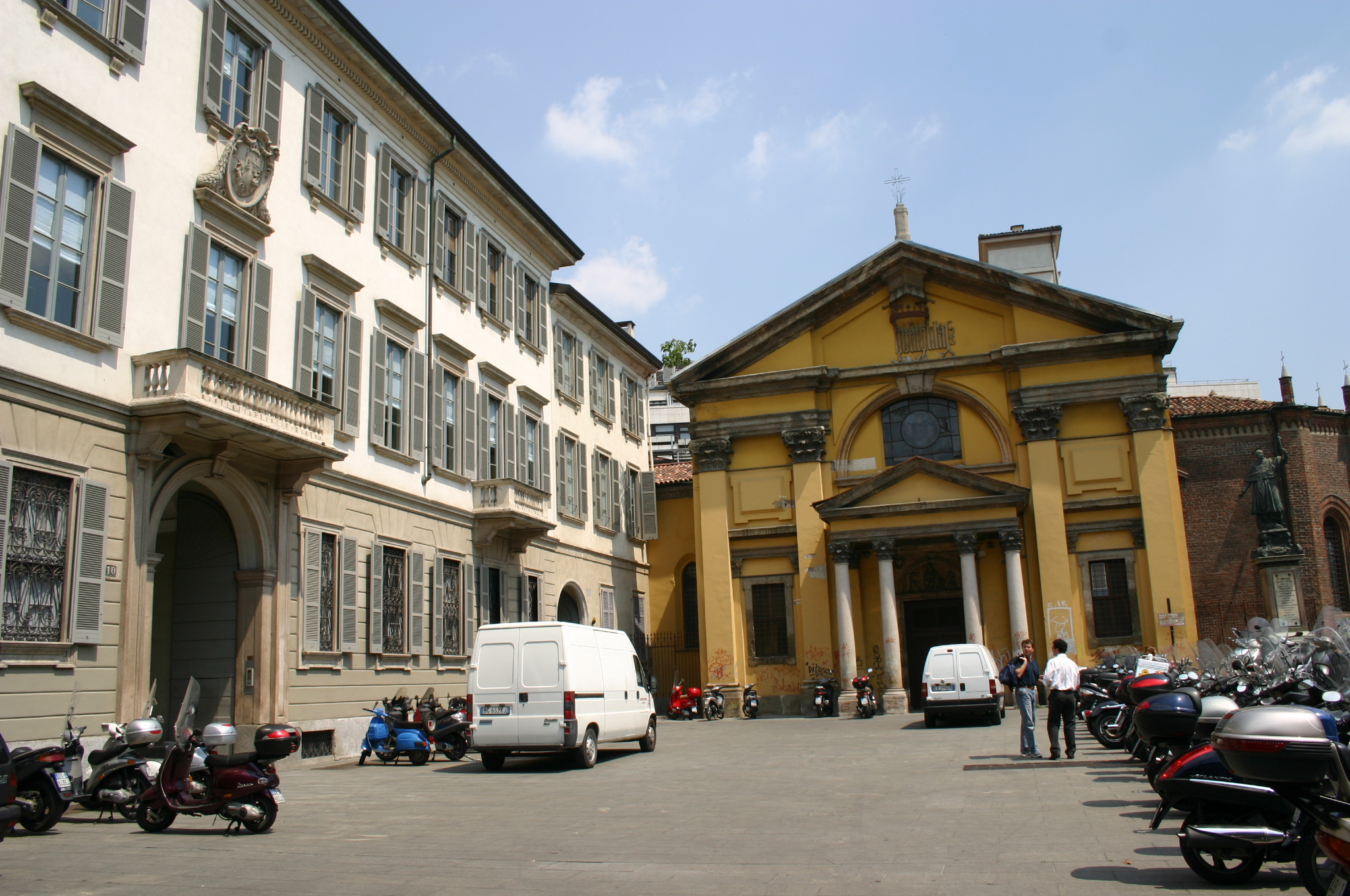
Fabio Mangone, Fachada da igreja de Santa Maria Podone em Milão.

Fabio Mangone (1587–1629) foi um arquiteto italiano, filho de Giovanni Battista (Milão por volta de 1547 - ibid. 1627),
Nascido em Caravaggio, foi Aluno de A. Bisnato, a quem sucedeu (1617) no cargo de mestre-de-obras da catedral, no Duomo de Milão, a partir de 1620 foi professor na Accademia Ambrosiana .
Foi auxiliado por Francesco Maria Richini e outros na reconstrução da famosa Biblioteca Ambrosiana, centrada nos grandes pátios fechados clássicos (1608) do Collegio Elvetico (hoje Archivio di Stato ou arquivos do estado), solicitada pelo cardeal Federico Borromeo . Os dois pátios são cercados por colunas duplas. A fachada foi concluída por Richini, cuja escultura na fachada é de Dionigi Bussola. Também trabalhou na conclusão da igreja de San Sebastiano, em Milão. Preferido do cardeal Federico Borromeo (1617-1673) foi um dos principais arquitetos milaneses do século. XVII, estritamente classicista, em harmonia com os ideais austeros da Contra-Reforma: Colégio Suíço, hoje Arquivo do Estado (1602); Orfanato para meninas Stella; antigas igrejas de S. Remigio (cerca de 1620) e de S. Gregorio; fachada de S. Maria Podone; S. Sebastião (1617); reitoria de S. Lorenzo, que ficou inacabada. Projetou a igreja de S. Maria della Vittoria iniciada em 1629 e trabalhou no teatro da corte ducal, no grande hospital (colaborou no grande pátio central, 1625-49) e na catedral, onde, entre outras, lhe é atribuída a parte interna da fachada. Seu irmão Giulio Cesare (nascido em Milão por volta de 1584) também era arquiteto.
Faleceu em Milão.

## Links externos
- Fabio Mangone. In: Enciclopedie on line, no Istituto della Enciclopedia Italiana, Roma

1. ↑  Mangóne, Fabio. «Mangóne, Fabio». https://www.treccani.it/. Consultado em 24 de outubro de 2024